# Raoul and the Kings of Spain
Raoul and the Kings of Spain è il quinto album dei Tears for Fears, pubblicato il 6 ottobre 1995.

## Produzione
Orzabal e Griffiths pubblicarono un nuovo album dei Tears for Fears nel 1995, Raoul and the Kings of Spain, opera dai toni più riflessivi che mostrava anche la novità di influenze musicali latine (Raoul era il primo nome che i genitori di Orzabal pensarono di dare al figlio, nonché il nome di uno dei figli del cantante). Nonostante l'album fosse all'altezza dei livelli di scrittura, di produzione e di varietà di influenze musicali dei precedenti dischi dei Tears for Fears, il fatto di creare un'opera incentrata sull'esotismo di una discendenza spagnola, escluse tutte le canzoni, eccetto il singolo di lancio God's Mistake, da ogni possibilità di grande successo commerciale. Raoul and the Kings of Spain comprendeva una nuova collaborazione con Oleta Adams, che cantò con Orzabal in Me and My Big Ideas.

## Tracce
Testi e musiche di Roland Orzabal e Alan Griffiths, eccetto dove indicato.
1. Raoul and the Kings of Spain – 5:16
2. Falling Down – 4:56 (Orzabal)
3. Secrets – 4:42
4. God's Mistake – 3:47
5. Sketches of Pain – 4:20
6. Los Reyes Catolicos – 1:45
7. Sorry – 4:48
8. Humdrum and Humble – 4:10
9. I Choose You – 3:26 (Orzabal)
10. Don't Drink the Water – 4:51
11. Me and My Big Ideas (feat. Oleta Adams) – 4:33
12. Los Reyes Catolicos (reprise) – 3:43

Tracce aggiuntive nella versione estesa
1. All of the Angels – 4:31
2. The Madness of Roland – 5:10
3. War of Attrition – 3:44
4. Until I Drown – 3:23
5. Raoul and the Kings of Spain (Acoustic Live Performance) – 4:29
6. Queen of Compromise – 3:57
7. Break it Down Again (Acoustic Version) – 3:13
8. Creep (Live) – 4:54

## Formazione
- Roland Orzabal – voce chitarra tastiere
- Alan Griffiths - chitarra tastiere
- Gail Ann Dorsey – basso
- Brian MacLeod – batteria
- Oleta Adams – voce in Me and My Big Ideas
- Jebin Bruni – organo Hammond